# 라시드 마하지
라시드 마하지(영어: Rashid Mahazi, 1992년 4월 20일 ~ )는 오스트레일리아의 케냐계 전 축구 선수로 포지션은 미드필더이였다.